# Maserati Bora
El Maserati Bora es un automóvil deportivo producido por el fabricante italiano Maserati S.p.A. entre 1971 y 1978. Fue el primer deportivo de Maserati en utilizar la suspensión independiente en las cuatro ruedas.

## Historia comercial

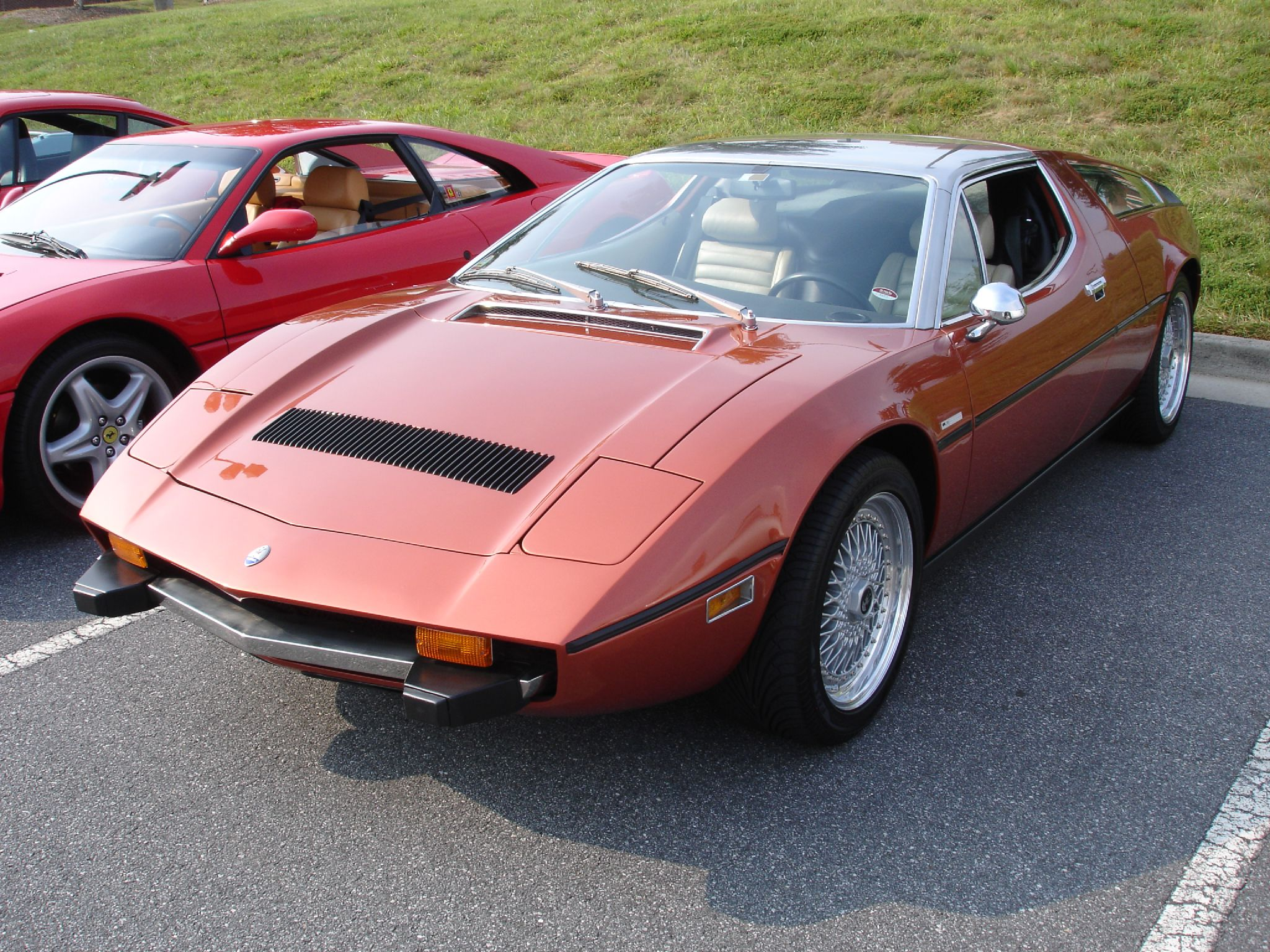
En Estados Unidos

Poco después de que Citroën adquiriera la compañía italiana en 1968, Maserati propuso un proyecto de un superdeportivo biplaza con motor central, análogo al Lamborghini Miura y al De Tomaso Mangusta.
Denominado originariamente como Tipo 117 y más adelante como Bora, Maserati comenzó a diseñar el modelo en octubre de 1968 y el prototipo estuvo listo para el verano siguiente. Expuesto en su forma definitiva al Salón del Automóvil de Ginebra en marzo de 1971, las primeras unidades salieron de la línea de montaje a finales de aquel año.
Cuando Lamborghini lanzó el Miura de motor central en 1968, el mercado de los deportivos dio un vuelco total. La revolucionaria situación de la mecánica en el centro del coche que beneficiaba la distribución de peso y por extensión, el comportamiento, obligó a las marcas rivales, exceptuando a Porsche que continuó fiel al motor trasero, a copiar la situación del Miura. Ferrari lo hizo desarrollando el Ferrari 512BB y el Dino, mientras que Maserati por su parte, que estaba en plena crisis financiera y pensando en realizar turismos deportivos con motores V6 delanteros, se vio obligada a optar por la nueva arquitectura.

## Características

### Diseño
La carrocería fue diseñada por Giorgetto Giugiaro para Italdesign, y se construyó en los Talleres Padane de Módena.
Con su limpieza de líneas, tenía un aspecto agradable y equilibrado, pero su imponente perfil lateral lo hacía parecer más robusto que un Lamborghini Countach o un Ferrari 512BB. Tenía diversas particularidades: techo de acero inoxidable cepillado, columna de dirección orientable y pedales regulables, mientras que los asientos, en cambio, eran regulables solamente en altura.
El ingeniero Giulio Alfieri, alma mater de Maserati en la época, encargó al joven diseñador Giorgietto Giugiaro una carrocería cupé de dos puertas con motor central. Giugiaro se puso a dibujar y creó, sin el más mínimo estudio sobre aerodinámica, una carrocería espectacular que ofrecía una resistencia al aire muy reducida, con un valor inusual para aquel entonces de solamente 0.30.
Alfieri, quien tenía fama de hacer coches muy rápidos y poco fiables, puso todo su empeño para que el Bora fuera justo lo contrario: un coche fiable y duradero. Lo hizo, aunque el peso final del coche se fue más allá de lo deseado. Todas las soldaduras se realizaron con esmero y el montaje del motor fue supervisado meticulosamente, con lo que se dieron muchos casos en los que superaron los 300 000 km (186 400 millas) y el coche se ganó una sólida reputación de ser robusto y nada problemático.

### Chasis y mecánica
El chasis era un monocasco de acero, que se construyó utilizando una estructura tubular en la que los operarios soldaban a mano, el piso y los paneles de la carrocería, con un subbastidor auxiliar en el tren trasero para sostener el motor y la transmisión. Las suspensiones eran independientes en las cuatro ruedas por primera vez en un turismo Maserati, con muelles helicoidales, amortiguadores telescópicos y barras estabilizadoras.
Los avanzados sistemas hidráulicos de alta presión de Citroën se adaptaron para accionar los frenos de disco autoventilados, los faros escamoteables, la columna de la dirección orientable, el embrague monodisco en seco y los pedales regulables. Las llantas de aleación ligera eran de aleación de aluminio y producidas por Campagnolo, de medidas 15 x 7,5 pulgadas (38,1 x 19,1 cm), mientras que los neumáticos estándar eran Michelin XWX, o bien, los opcionales Pirelli radiales.

### Motor

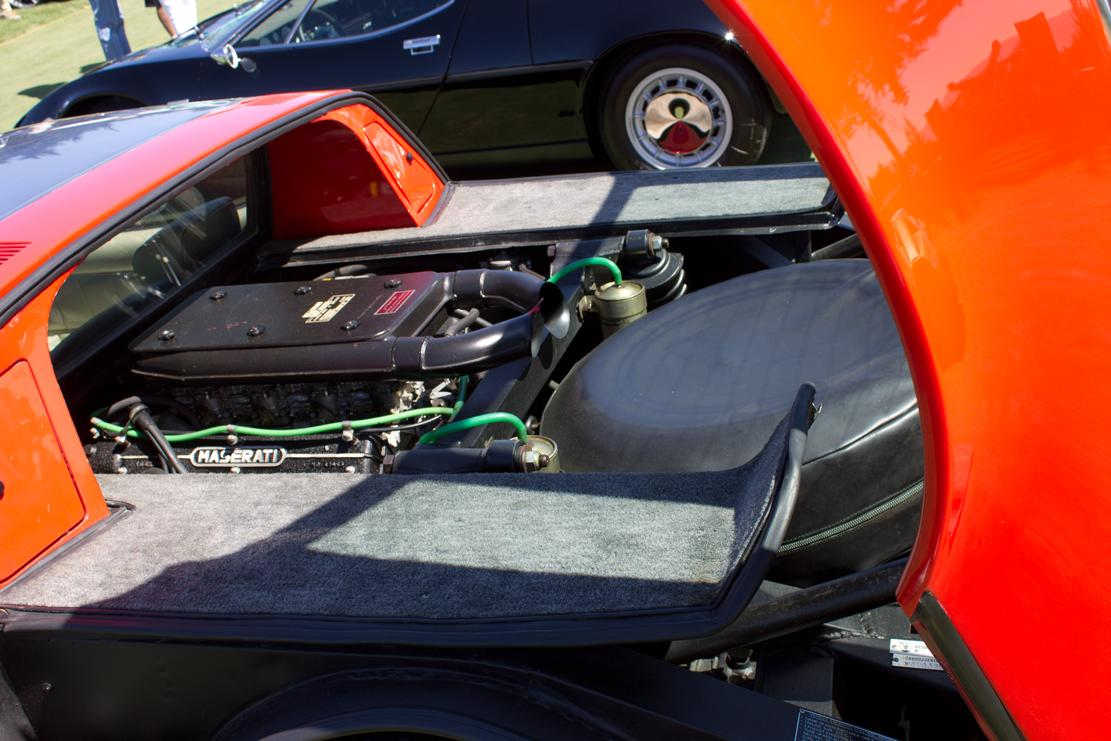
En exhibición en el Concorso Italiano de 2014.

El Bora fue el primer Maserati con motor central y el único con un motor V8 en esa ubicación, por lo que se decidió utilizar una versión ligeramente mejorada de su veterano V8 que ya se utilizaba en los años 60 en competición y que la marca montaba en los exclusivos Quattroporte, Ghibli y México, todos con destino a clientes que buscaban más el confort de conducción y el lujo que las prestaciones puras.
Con este V8 de carácter tranquilo, en un principio ofrecía una potencia cercana a los 300 CV (296 HP; 221 kW) y un par muy elevado a bajas revoluciones. El propulsor de 4719 cm³ (4,7 L; 288 plg³) montado longitudinalmente, con distribuidor y encendido electrónico Bosch, finalmente desarrollaba una potencia de 310 CV (306 HP; 228 kW) a las 6000 rpm. Se prestó una gran atención a la reducción del ruido y de las vibraciones, ya que el motor y la transmisión ZF de cinco marchas se montaron encima de un subbastidor apoyado sobre cuatro puntos con soportes elásticos.
El tacómetro parecía indicar un límite de régimen (línea roja) de 5500 rpm, pero en realidad era una línea amarilla, así que el pico de potencia llegaba hasta las 6000 rpm.
Su vano motor ocupaba cerca de un tercio de la longitud total del coche y el bloque estaba coronado por ocho "trompetas" de admisión de aire. A pesar de la época, no dejaba de ser un modelo polivalente y bien pensado, ya que una vez abierto el capó aparecía una inmensa tapa forrada de moqueta que ocultaba el motor y permitía depositar algunos objetos en ella al estar circulando, siempre y cuando pudiesen soportar el calor que emanaba del propulsor. Al ser el capó trasero de tipo monobloque, se abría por completo, dejando al descubierto el vano, que pasaba desapercibido al ser completamente negro.

### Datos técnicos
Con una altura de 1138 mm (44,8 pulgadas), pesaba 1520 kg (3351 libras), unos 180 kg (397 libras) más que el Ghibli, con lo que alcanzaba una velocidad máxima de unos 270 km/h (168 mph), con una aceleración de 0 a 100 km/h (62 mph) en unos 6,6 segundos.
| Cilindrada                            | 4719 cm³ (4,7 L; 288 plg³)                                                                        | 4930 cm³ (4,9 L; 300,8 plg³)                                                                      |
| Diámetro x carrera                    | 93,9 x 85 mm (3,70 x 3,35 plg)                                                                    | 93,9 x 89 mm (3,70 x 3,50 plg)                                                                    |
| Distribución                          | Doble (DOHC) árbol de levas por cada bancada de cilindros y 2 válvulas por cilindro (16 en total) | Doble (DOHC) árbol de levas por cada bancada de cilindros y 2 válvulas por cilindro (16 en total) |
| Relación de compresión                | 8,5:1                                                                                             | 8,5:1                                                                                             |
| Alimentación                          | 4 carburadores con doble cuerpo Weber 42 DCNF, naturalmente aspirado                              | 4 carburadores con doble cuerpo Weber 42 DCNF, naturalmente aspirado                              |
| Potencia máxima                       | 300 a 310 CV (296 a 306 HP) (221 a 228 kW) @ 6000 rpm                                             | 320 a 330 CV (316 a 325 HP) (235 a 243 kW) @ 5500 rpm                                             |
| Par máximo                            | 47 kg·m (461 N·m; 340 lb·pie) @ 4200 rpm                                                          | 49 kg·m (481 N·m; 354 lb·pie) @ 4000 rpm                                                          |
| Sistema de lubricación                | Cárter húmedo con bomba de engranajes concéntricos                                                | Cárter húmedo con bomba de engranajes concéntricos                                                |
| Sistema de refrigeración              | Por agua vía bomba centrífuga y 2 ventiladores accionados eléctricamente                          | Por agua vía bomba centrífuga y 2 ventiladores accionados eléctricamente                          |
| Capacidad del depósito de combustible | 90 litros (23,8 galAm)                                                                            | 90 litros (23,8 galAm)                                                                            |
| Distribución de peso                  | 42% delante y 58% atrás.                                                                          | 42% delante y 58% atrás.                                                                          |
| Relaciones de la transmisión          | 1ª: 2,58; 2ª: 1,51; 3ª: 1,04; 4ª: 0,846; 5ª: 0,74; Reversa: 2,86                                  | 1ª: 2,58; 2ª: 1,51; 3ª: 1,04; 4ª: 0,846; 5ª: 0,74; Reversa: 2,86                                  |
| Velocidad máxima                      | 270 km/h (168 mph)                                                                                | 285 km/h (177 mph)                                                                                |

## Evolución

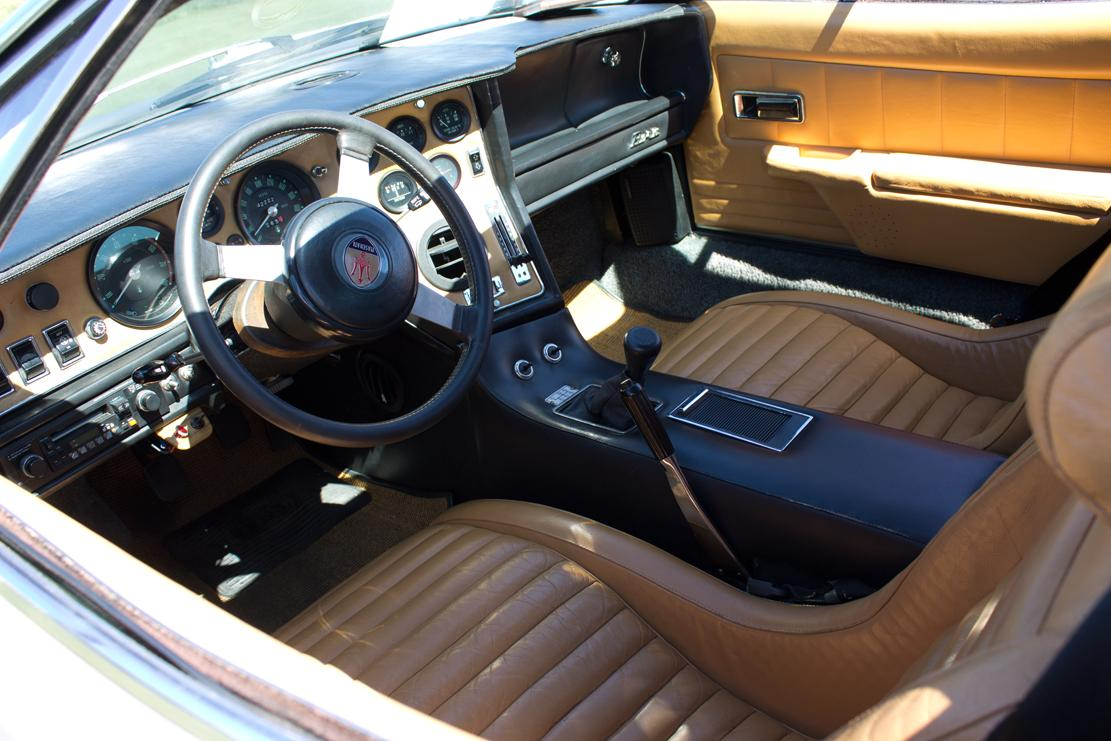
Habitáculo interior.

Desde 1973, los Bora destinados al mercado estadounidense se equiparon con un nuevo motor de 4930 cm³ (4,9 L; 300,8 plg³) similar al del Ghibli; y cumpliendo con las normativas anticontaminación locales, la potencia era de 300 CV (296 HP; 221 kW) a las 6000 rpm, solamente 10 CV (7,4 kW) menos que en la versión para Europa. Además, se agregaron unos antiestéticos parachoques para cumplir con las regulaciones de seguridad estadounidenses. Tres años más tarde se montó el motor de 4930 cm³ (4,9 L; 300,8 plg³) en todos los Bora, que era el mismo de 4719 cm³ (4,7 L; 288 plg³), pero con la carrera aumentada de 85 a 89 mm (3,35 a 3,50 pulgadas), con una relación de compresión de 8,5:1, cuya potencia subió a 320 CV (316 HP; 235 kW) y a 330 CV (325 HP; 243 kW) a las 5500 rpm para Europa.
En el habitáculo interior, los asientos con regulación hidráulica proveniente del circuito hidráulico de Citroën, disponían de unas formas extremadamente modernas, incluso para esta época. El salpicadero, volante y mandos por el contrario, son fiel reflejo de la década de su nacimiento. Plagado de detalles cromados, todo lo que brillaba era metal, lo que elevaba la sensación de calidad y estética a bordo. El volante estaba desplazado hacia la derecha desde el centro del asiento y de una dureza notable. De tres radios perforados, es de un diámetro muy pequeño, tras el cual se encuentran multitud de indicadores y mandos, todos orientados al conductor. La presencia de plásticos era ínfima, con solamente algunos interruptores de tosco diseño y poco más, como el pomo de la palanca de cambios.
La producción duró de 1971 a 1978, construyéndose un total de 564 unidades, de los que 289 tenían motor de 4,7 L y los restantes 275 se fabricaron con el motor de 4,9 L.
El Bora tenía un hermano menor: el Merak, que usaba una carrocería similar y un motor V6 Maserati más pequeño, también usado en el Citroën SM.